# Osiedle Górki

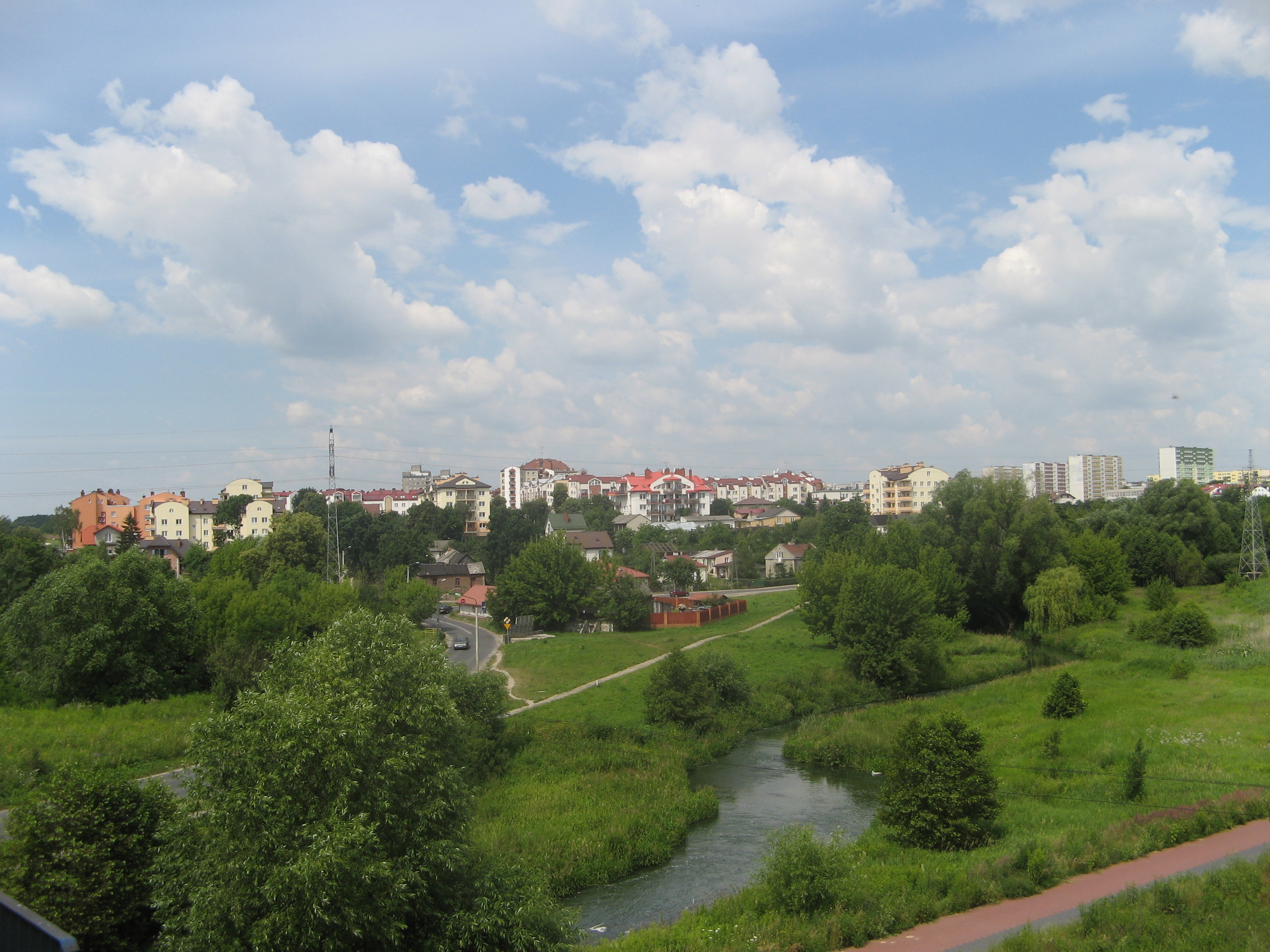
Osiedle Górki, widok na ul. Nadbystrzycką od strony torów kolejowych.

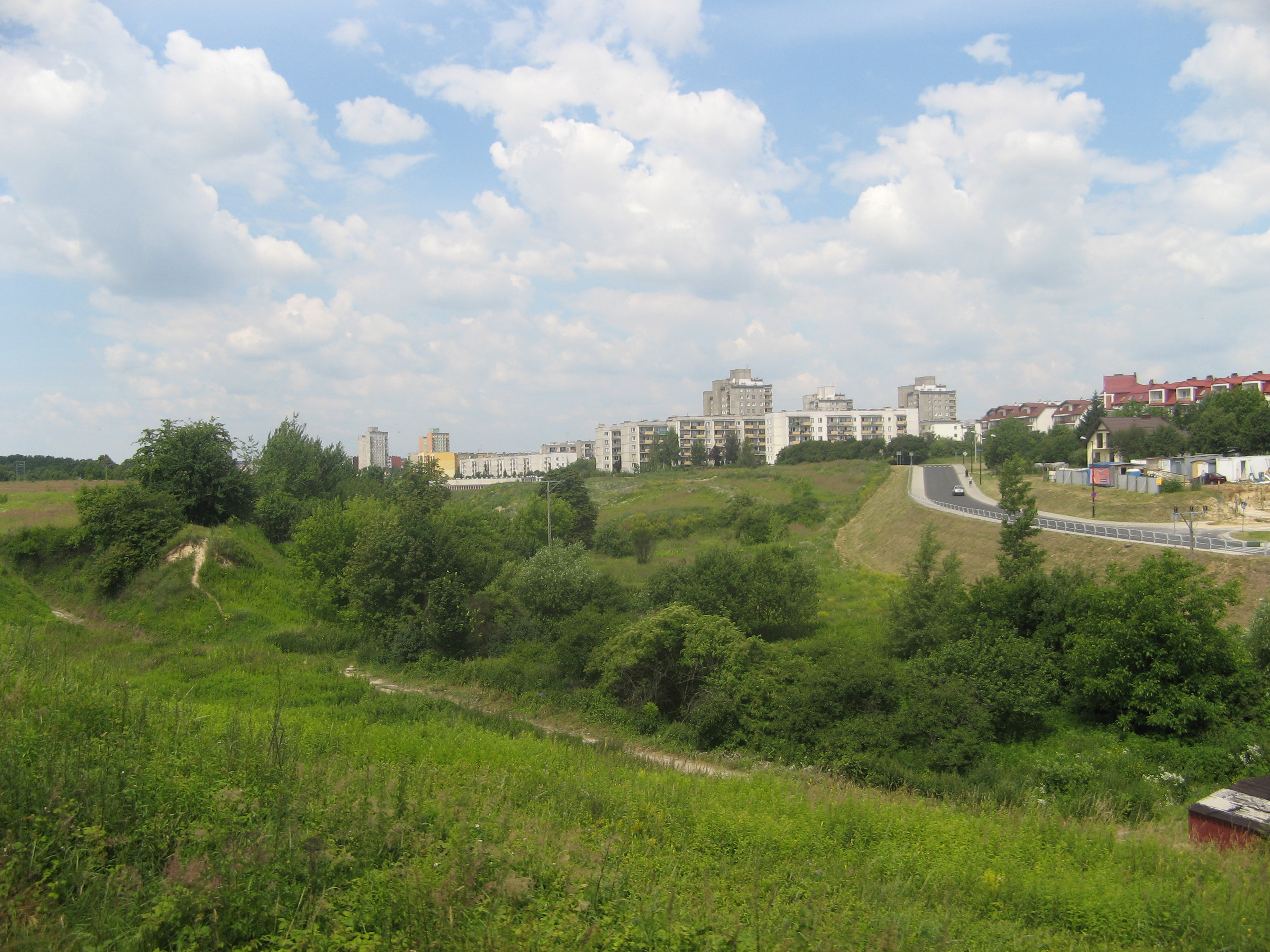
Widok na ul. Wyżynną od strony Starego Gaju.

Osiedle Górki – lubelskie osiedle mieszkaniowe we wschodniej części dzielnicy Czuby Południowe. Jej granice wyznaczają: zachodnią – ulica Filaretów, północną – ulica Jana Pawła II, wschodnią – ulica Nadbystrzycka, a południową – granica Starego Gaju. Górki sąsiadują z osiedlami Skarpa, Widok i częściowo z dzielnicą Za Cukrownią.
Dominuje budownictwo wielorodzinne wielkopłytowe z lat 80., a także mniejsze budynki z I poł. lat 90.
Na terenie osiedla znajduje się przedszkole nr 81.
Ulice należące do osiedla: Wyżynna, Turniowa, Szczytowa, Na Stoku, Na Przełęczy oraz Wąwozowa.